# Gumisie (hakerzy)
Gumisie – grupa hakerów (black hat) działająca w drugiej połowie lat 90. w Polsce. Hakerów działających pod nazwą „Gumisie” do dzisiaj nie odnaleziono.
Hakerzy przeprowadzili pierwsze włamanie 31 grudnia 1995 roku. Wówczas włamali się do serwera Naukowej i Akademickiej Sieci Komputerowej. Na stronie głównej zmienili nazwę organizacji na „Niezwykle Aktywna Siatka Kretynów”. Atak był protestem przeciwko podniesieniu cen za dostęp do Internetu. Włamanie to było pierwszym tego typu wydarzeniem w Polsce. Po ataku NASK ulepszył zabezpieczenia.
Hakerzy przeprowadzili swój drugi atak w nocy z 25 na 26 października 1997 roku. Celem ataku ponownie stał się serwer NASK-u. Obok podmiany strony internetowej hakerzy umieścili napis „Gumisie wróciły”. Hakerzy wstawili na stronę mapę Polski z zaznaczonymi 33 miastami. Były to linki, prowadzące do zaszyfrowanych danych z hasłami dostępowymi do wielu serwerów. Naukowa i Akademicka Sieć Komputerowa tłumaczyła potem, że doszło tylko do próby włamania, zaś same ataki nie są niczym nadzwyczajnym (w ciągu października 1997 roku NASK odnotował około 800 prób włamania). Po włamaniu „Gumisiów”, NASK kolejny raz ulepszył zabezpieczenia serwerów.
W 1998 roku hakerzy po raz pierwszy zaatakowali serwery TP SA. Do roku 1999 grupa przeprowadziła pięć udanych ataków na serwery TP SA. Wszystkie ataki były protestami przeciwko działaniom monopolistycznym firmy. Jeden z ataków, przeprowadzony w grudniu 1998 roku, był dziełem jednej osoby z grupy.
W 1999 roku „Gumisie” zaatakowały stronę firmy ENSI zajmującej się bezpieczeństwem komputerowym.